# どす恋ジゴロ
『どす恋ジゴロ』（どすこいジゴロ）は、平松伸二による日本の漫画。『ビジネスジャンプ』（集英社）およびその増刊において1997年より2002年まで連載された。全4巻。『週刊漫画ゴラク』（日本文芸社）にて2004年1月9日/1月16日合併号より2005年1月28日号まで連載された『嗚呼どす恋ジゴロ』（ああどすこいジゴロ）は本作の続編にあたる。
本作は、平松の妻のアイデアが元となっている。関脇の主人公が、不幸な女性と一夜を共にし、女性が艶を増して幸せになるという発想は、自分には無かったと平松は語っている。毎回、ラストはオリジナルの相撲甚句で締めている。『ビジネスジャンプ』連載中の読者アンケートでは2位、3位といった上位を獲得していたが、コミックスの売り上げは悪かった。平松自身は本作を「傑作」「一番好きな自分の作品」と評しており、吉田豪も本作を「傑作と推す人は多い」「悪く言う人はいない」と評している。

## 登場人物
恋吹雪（こいふぶき）
本名、椿 藤十郎(つばき とうじゅうろう)。青森県出身で柴間田部屋所属の力士。番付は関脇。体重は108kgで相撲取りにしては細身だが、鍛え上げた肉体と優れた技が持ち味。その端正な顔立ちから女性人気が高いのは無論、男性からもその所作の美しさで人気を得ている。性交のテクニックにも優れており、彼と寝た女性の多くは「艶と運を手にする」という「あげちん」であり、芸能人や各界で活躍する女性がご祝儀を払って彼と一夜を共にする。その際に恋吹雪は「土俵でもベッドでも手を抜かない」というモットーに従い、必ずシコを踏んでから女性と交わっている。ケンカは強いが素行が悪く、更生を兼ねて無理やり角界に入れられた。
母親は三味線の師匠。父親は博打や女にだらしのない旅役者。
柴間田親方
恋吹雪の師匠。関取時代の四股名は岩鉄山。素行の悪い恋吹雪に手を焼いている。同郷の藤十郎をスカウトしに来た際には、ヤクザの日本刀を白刃取りで折るなど胆力が強い。
リッキー大和
平松のプロレス漫画作品『リッキー台風』の主人公。いくつかのエピソードでゲスト出演している。
作中でもプロレスラーとして名が知られている。

## 書誌情報
- 平松伸二 『どす恋ジゴロ』 集英社 〈ヤングジャンプ・コミックス・BJ〉、全4巻
  1. 1998年1月発行 ISBN 4-08-875612-6
  2. 1999年1月発行 ISBN 4-08-875753-X
  3. 2000年7月発行 ISBN 4-08-876046-8
  4. 2002年2月発行 ISBN 4-08-876273-8

ヤングジャンプ・コミックス・BJ版には終盤3話が未収録だが後に出版されたコンビニコミック版（全3巻）に収録された。
- 平松伸二 『嗚呼どす恋ジゴロ』 日本文芸社 〈ニチブンコミックス〉、全2巻
  1. 2004年8月発行 ISBN 4-537-10326-4
  2. 2005年3月発行 ISBN 4-537-10385-X